# Rio Argestru (Bistriţa)
O Rio Argestru é um rio da Romênia afluente do Bistriţa, localizado no distrito de Suceava.